# Pacto interestatal por el voto popular nacional

Estado de la aprobación del NPVIC por estados a fecha de febrero de 2025.
En el mapa inferior, cada cuadradito representa un voto electoral.
Estados que se han unido al NPVIC
Estados que han aprobado el NPVIC en al menos una cámara
Demás estados

El pacto interestatal por el voto popular nacional (en inglés, National Popular Vote Interstate Compact, NPVIC) es un pacto entre una serie de estados de los EEUU (y Washington DC) para otorgar todos sus votos electorales a la papeleta presidencial que gane el voto popular en los 50 estados y DC. El pacto está diseñado para asegurar que el candidato que reciba más votos en la nación en conjunto sea elegido presidente, y sólo entraría en vigor cuando el número de estados adheridos garantice que ocurra.
Fue introducido por primera vez en 2006 y a fecha de enero de 2025, se han unido 17 estados y el Distrito de Columbia. Entre todos, tienen 209 votos electorales, lo que supone 39 % del Colegio Electoral y un 77 % de los 270 votos que se necesitan para que el pacto entre en vigor. La idea empezó a crecer en esferas academicas tras la "falsa victoria" de George W. Bush (hijo) en las elecciones del 2000, en las que ganó el Colegio y se volvió presidente aun habiendo perdido el voto electoral. Esto no había ocurrido desde 1888.
Existen dudas jurídicas sobre la implementación del pacto. Algunos expertos jurídicos creen que los estados tienen pleno poder para designar a sus electores, por tanto son libres de hacerlo como dice el pacto. Otros creen que el pacto necesita consentimiento del Congreso basándose en la cláusula de pactos de la Constitución, en tanto en cuanto es un pacto interestatal, o que el proceso de elección presidencial sólo puede ser alterado vía enmienda constitucional (aunque sobre este último argumento, existen precedentes de cambios sin enmienda).

## Mecanismo
Esta ley es un pacto interestatal, y entrará en vigor en los estados firmantes una vez la suma de los votos de estos represente una mayoría absoluta de los votos del Colegio (actualmente 270). Una vez esté en vigor, en cada elección presidencial, cada estado firmante le daría sus votos electorales al candidato ganador del voto popular sumando los 50 estados y DC. Por lo tanto, este candidato se aseguraría al menos 270 votos electorales y obtendría así la presidencia. Hasta que no entre en vigor, los estados seguirán asignando sus votos electorales como lo hacían anteriormente
El pacto modificaría el método en que los estados implementan el artículo II, sección 1, cláusula 2 de la Constitución, que dicta que cada legislatura estatal define su propio método para elegir a sus electores para el Colegio Electoral. La Constitución ni dicta ni prefiere ningún tipo de método para elegirles, dejándolo asííexclusiva y plenamente en manos de las cámaras estatales el elegir cómo designar los electores (siempre y cuando el método se ajuste a la decimocuarta enmienda, que garantiza la igual protección ante la ley y prohible la discriminación racial). A lo largo de la historia, los estados han elegido diferentes métodos para designar a sus electores, con cambios frequentes sobre todo en los primeros años de la nación. Hoy en día, todos los estados menos dos (Maine y Nebraska) asignan todos sus votos electorales al ganador del voto popular del estado (no de la nación), formando así un sistema mayoritario nominal no proporcional, conocido en inglés como winner-take-all.
Actualmente, Maine y Nebraska otorgan un voto electoral al ganador de cada distrito del Congreso y los dos votos electorales restantes al ganador estatal. En Maine, que ha firmado el pacto, su entrada en vigor significaría que el estado otorgará todos sus votos electorales al ganador del voto popular nacional. Además, debido a que el estado usa el voto por orden de preferencia para determinar el resultado de las elecciones presidenciales, el resultado final que certifiquen y envíen se basará en el resultado final de los últimos dos candidatos supervivientes.
El pacto dejaría de estar en vigor si el número total de votos electorales en poder de los estados participantes cayera por debajo del umbral. Esto podría ocurrir por la retirada de uno o más estados, cambios debidos a la redistribución de escaños tras en censo decenial, o un aumento en el tamaño del Congreso, entre otras cosas por la admisión de un quintuagésimo primer estado. Para estos casos, el pacto establece que en años electorales, seis meses antes del día de la toma de posesión, el 20 de julio, se determinará si el acuerdo está en vigor para dicha elección. Cualquier retirada de un estado después de esa fecha límite se considerará no efectiva por los otros estados hasta pasada la toma de posesión.

## Premisa
Entre las razones aducidas para el pacto se incluyen las siguientes:
- Los sistemas estatales, según los cuales el ganador se lleva todos los votos, alientan a los candidatos a centrarse desproporcionadamente en un conjunto limitado de estados clave. A efectos del Colegio, ganar un estado con el 51% de votos y con el 100% de votos es lo mismo, así que los candidatos se centran en aquellos estados en los que van empatados, ya que un pequeño cambio en los votos produce un gran cambio en el colegio. Por ejemplo, en las elecciones de 2016, un cambio de 2.736 votos (menos del 0,4% del total votos emitidos) hacia Donald Trump en New Hampshire habría producido una ganancia de cuatro votos electorales para su campaña. Un cambio similar en cualquier otro estado no habría producido ningún cambio en el voto electoral, lo que alentó a su campaña a centrarse en New Hampshire por encima de otros estados. Un estudio de FairVote calculó que los candidatos de 2004 dedicaron tres cuartas partes de sus recursos de campaña (en los meses previos) a sólo 5 estados, mientras que los otros 45 estados recibieron poca o ninguna atención. De esos, 18 estados no recibieron visitas de candidatos ni publicidad televisiva, según el informe.[6] Esto significa que los problemas de los estados bisagra reciben mucha más atención, mientras que los problemas o temas importante para otros estados son en gran parte ignorados.[7][8][9]

- El sistema mayoritario tiende a disminuir la participación electoral en los estados donde no hay contiendas reñidas. Los votantes que viven fuera de los estados clave saben con cierta certeza qué candidato va a ganar su estado. Tal sentimiento de que el resultado está ya prácticamente decidido disminuye las ganas de ir a votar, ya que se percibe que el voto no influye en esos estados.[7][9] Un informe del Centro de Información e Investigación sobre Aprendizaje y Participación Cívica (CIRCLE) descubrió que la participación entre los votantes menores de 30 años con derecho a voto fue del 64,4% en los diez estados más reñidos, y sólo del 47,6% en el resto del país, dando una diferencia de 17 puntos porcentuales.[10]
- El actual sistema del Colegio Electoral permite que un candidato gane la presidencia habiendo perdido el voto popular, un resultado que contradice el principio democrático de una persona, un voto.[11]

| Elección | Ganador de las elecciones Presidente investido | Ganador de las elecciones Presidente investido | Ganador de las elecciones Presidente investido | Ganador de las elecciones Presidente investido | Ganador del voto popular | Ganador del voto popular | Ganador del voto popular | Ganador del voto popular | Diferencia en votos | Diferencia en votos | Participación |
| -------- | ---------------------------------------------- | ---------------------------------------------- | ---------------------------------------------- | ---------------------------------------------- | ------------------------ | ------------------------ | ------------------------ | ------------------------ | ------------------- | ------------------- | ------------- |
| 1824     |                                                | J. Q. Adams                                    | 30,9%                                          | 113 122                                        |                          | Jackson                  | 41,4%                    | 157 271                  | 10,5%               | 44 149              | 26,9%         |
| 1876     |                                                | Hayes                                          | 47,9%                                          | 4 034 311                                      |                          | Tilden                   | 50,9%                    | 4 288 546                | 3,0%                | 254 235             | 82,6%         |
| 1888     |                                                | B. Harrison                                    | 47,8%                                          | 5 443 892                                      |                          | Cleveland                | 48,6%                    | 5 534 488                | 0,8%                | 90 596              | 80,5%         |
| 2000     |                                                | G. W. Bush                                     | 47,9%                                          | 50 456 002                                     |                          | Gore                     | 48,4%                    | 50 999 897               | 0,5%                | 543 895             | 54,2%         |
| 2016     |                                                | Trump                                          | 46,1%                                          | 62 984 828                                     |                          | H. Clinton               | 48,2%                    | 65 853 514               | 2,1%                | 2 868 686           | 60,1%         |

Esto pasó en las elecciones de 1824, 1876, 1888, 2000 y 2016. (las de 1960 también son un ejemplo controversial). En las elecciones del 2000, por ejemplo, Al Gore ganó 543 895 votos más que George W. Bush a nivel nacional, pero Bush consiguió cinco electores más que Gore, en parte debido a una victoria ajustada y dudosa de Bush en Florida. En la elección de 2016, Hillary Clinton ganó 2 868 691 votos más a nivel nacional que Donald Trump, pero Trump consiguió 77 electores más que Clinton, en parte debido a las victorias ajustadas de Trump en Michigan, Pensilvania y Wisconsin (un total de 77 744 votos de diferencia).
Más abajo, se analiza si estos precedentes implican cierta ventaja partidista hacia un partido en concreto en el Colegio Electoral.

## Posibilidades de entrada en vigor
El analista político Nate Silver señaló en 2014 que todos los estados que se habían adherido al pacto hasta ese momento eran estados azules, pero los estados azules restantes no sumaban suficientes votos electorales para lograr la mayoría requerida (y a fecha de 2025 todavía no lo hacen). Concluyó que, como es poco probable que los estados bisagra apoyen un pacto que redujera su influencia (véase § Enfoque de la campaña en los estados indecisos ), el pacto no podría tener éxito sin su adopción también por parte de algunos estados republicanos. Dicho eso, no todas las aprobaciones han venido de demócratas. Hubo cámaras republicanas que adoptaron la medida en Nueva York (2011), Oklahoma (2014) y Arizona (2016), y la también ha sido aprobado por unanimidad en subcomités liderados por republicanos en Georgia y Missouri, previo a las elecciones de 2016. El 15 de marzo de 2019, Colorado se convirtió en el estado más púrpura, es decir, el más bisagra, en unirse al pacto. En su caso, ningún legislador republicano apoyó el proyecto de ley, pero Colorado estaba bajo un triplete de gobierno demócrata. Posteriormente fue sometido a referéndum, donde fue aprobado por el 52% de los votantes.
Además del umbral de adopción, la adopción del NPVIC plantea posibles dudas jurídicas, analizadas más abajo, que podrían suscitar impugnaciones.

## Discusión sobre los efectos
El proyecto ha sido apoyado por editoriales tales como el The New York Times, el Chicago Sun-Times, Los Angeles Times, The Boston Globe, y el Minneapolis Star Tribune, que argumentan que el sistema actual desincentiva la participación electoral y se enfoca sólo en unos pocos estados y unos pocos temas, mientras que una elección popular nacional igualaría el poder de voto. Otros se han mostrado en contra, como el Honolulu Star-Bulletin. Pete du Pont, ex gobernador de Delaware, en un artículo de opinión en The Wall Street Journal, calificó el proyecto como una "toma de poder urbano" que trasladaría toda la política a cuestiones urbanas de estados de alta población, y permitiría que candidatos menos populares se presenten. La Liga de Mujeres Votantes ha reunido textos a favor y en contra. A continuación se detallan algunos de los argumentos más comunes:

### Función protectiva del Colegio Electoral
Algunos padres fundadores, como Alexander Hamilton y James Madison, crearon el Colegio Electoral para que fuese un órgano deliberativo que sopesaría las opiniones de los estados, pero no las consideraría vinculantes a la hora de seleccionar al presidente; por tanto, serviría para proteger al país de la elección de una persona no apta para el puesto de presidente. En los tiempos de la independencia, cuando parecía surrealista que algún candidato fuese conocido en todo el país debido a los pocos medios de comunicación, se esperaba que cada estado eligiese a personas de fiar que más tarde debatirían en el colegio y tomarían una decisión sensata y deliberada. En caso contrario, la Cámara de Representantes, también formada por gente de alta esfera, elegiría a un candidato sensato aun si no era conocido.
Sin embargo, en la práctica el Colegio Electoral nunca ha cumplido tal función. Desde 1796, los electores presidenciales han sido "marionetas" o peones de los candidatos de sus partidos. El periodista y comentarista Peter Beinart menciona la elección de Donald Trump, a quien algunos, señala, consideran no apto, como prueba de que el Colegio Electoral no cumple ninguna función protectora.
A fecha de 2024, no ha habido ninguna elección cuyo resultado haya sido determinado por un elector 'desertor', que se desvía de la voluntad de su estado. De hecho, 32 estados y la capital tienen leyes que previenen y sancionan dichos electores infieles,. La Corte Suprema confirmó en 2020 que tales leyes se ajustan a la Constitución. El pacto, NPVIC, no elimina el Colegio Electoral ni afecta a las leyes sobre electores infieles; simplemente cambia la forma en que los estados participantes eligen a sus electores.

### Estadobisagracentralismo
Bajo el sistema actual, la campaña se enfoca en gran medida en los estados clave cuyos votos electorales no están cantados, mientras que los estados seguros (aquellos en los que un candidato es claramente preferido y se sabe que ganará) son en su mayoría ignorados por las campañas. El enfoque se mide en gasto, visitas y atención a cuestiones de cada estado o región. Los partidarios del pacto sostienen que una votación popular nacional obligaría a los candidatos a hacer campaña y esforzarse en ganar votos tanto en estados competitivos como no competitivos. Sus oponentes dicen que los candidatos tendrían menos incentivo para centrarse en regiones con menos población o menos áreas urbanas y, por lo tanto, dejarían de abordar cuestiones rurales. Aun así, muchas de las regiones rurales son estados rojos, por lo que con el Colegio muchas de esas regiones tampoco reciben atención.

### Disputas y fraude electoral
Los oponentes del pacto han expresado su preocupación por el manejo de resultados ajustados o disputados. Voto Popular Nacional (la asociación) sostiene que la probabilidad de que unas elecciones se decidan en base a un puñado de votos disputados es menor bejo el NPVIC. Esto es porque se crea un único gran grupo nacional de votantes, a diferencia del sistema actual, en el que el resultado podría cambiar por un recuento en uno de los 50 grupos pequeños de personas (si el estado es clave). Aun así, sobre el papel, existe la posibilidad de que la diferencia de votos nacional sea menor que la diferencia de votos en cualquier estado (si las diferencias se cancelan). En caso de empate en el recuento nacional (empate exacto), los estados firmantes asignarán sus electores al ganador del voto popular en su estado, es decir, el sistema antiguo. Bajo el NPVIC, los recuentos y disputas seguirán resolviéndose conforme a la ley estatal. Aunque el texto no menciona nada sobre un recuento a nivel nacional (y sería difícil de implementar en estados no firmantes), aunque el Congreso tiene la autoridad para crear una disposición que los regule.
Pete du Pont sostiene que bajo el NPVIC es más fácil cometer fraude electoral, ya que "el margen de 540 000 votos del Sr. Gore [en las elecciones de 2000] se convertiría en 3,1 votos por cada de los 175 000 distritos electorales del país. 'Encontrar' tres votos por distrito electoral en áreas urbanas no es algo difícil...". Voto Popular Nacional responde que tal alteración sería más difícil, ya que el número total de votos que habría que cambiar sería mucho mayor, de otro orden de magnitud. Bajo el sistema actual, una elección reñida podría decidirse por el resultado de uno o más estados bisagra, y el margen de victoria en cada uno de esos estados probablemente sea mucho menor que el margen de victoria a nivel nacional. Esto pasa porque la población de dichos estados es mucho menor.

### Posible ventaja partidista

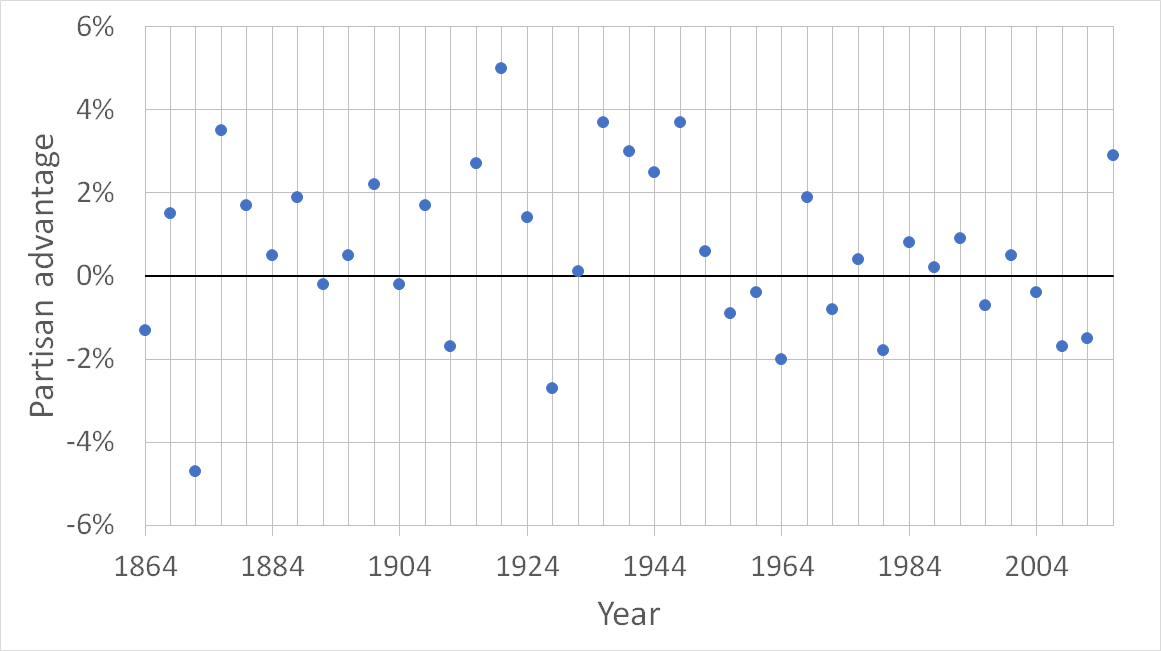
Ventaja partidista histórica en el Colegio Electoral, definida por la diferencia entre los márgenes de voto popular a nivel nacional y los estados clave. Los valores positivos indican una ventaja republicana y los valores negativos indican una ventaja demócrata.

Hay gente, tanto partidarios como oponentes, que opina que el sistema actual le da ventaja a cierto partido, y por lo tanto el NPNIC se desharía de ella (dándole así una ventaja al otro partido). El exgobernador republicano de Delaware Pete du Pont dijo que el pacto sería una "toma de poder urbano" y beneficiaría a los demócratas. Sin embargo, Saul Anuzis, ex presidente del Partido Republicano de Michigan, escribió que los republicanos "necesitan" el pacto, ya que según él, el electorado estadounidense es por naturaleza de centroderecha y más republicano que demócrata. Hendrik Hertzberg, ensayista del New Yorker, concluyó que el NPVIC no beneficiaría a ninguno de los partidos, señalando que a lo largo de la historia tanto republicanos como demócratas han sido capaces de ganar el voto popular en las elecciones presidenciales. 
Un análisis estadístico de Nate Silver, de FiveThirtyEight, que analizó todas las elecciones presidenciales desde 1864 hasta 2016 (véase el gráfico de arriba), dejó claro que el Colegio Electoral no ha favorecido a ninguno de los partidos principales de manera consistente. Por tanto, cualquier ventaja en el Colegio Electoral tiende a no durar mucho, señalando que "casi no hay correlación entre qué partido tiene la ventaja del Colegio Electoral en una elección y cuál la tiene cuatro años después". En cuatro de las cinco elecciones en las que el ganador perdió el voto popular, el candidato republicano se convirtió en presidente en detrimento del demócrata (en el quinto caso, los partidos todavía no existían). Sin embargo, el análisis de Silver muestra que esto es una coincidencia, pero la probabilidad intríseca del sistema de favorecer a uno u otro candidato es la misma. En 2004 casi se produjo una división entre el voto popular y el Colegio Electoral a favor del demócrata John Kerry.

### Número de electores con respecto a la población

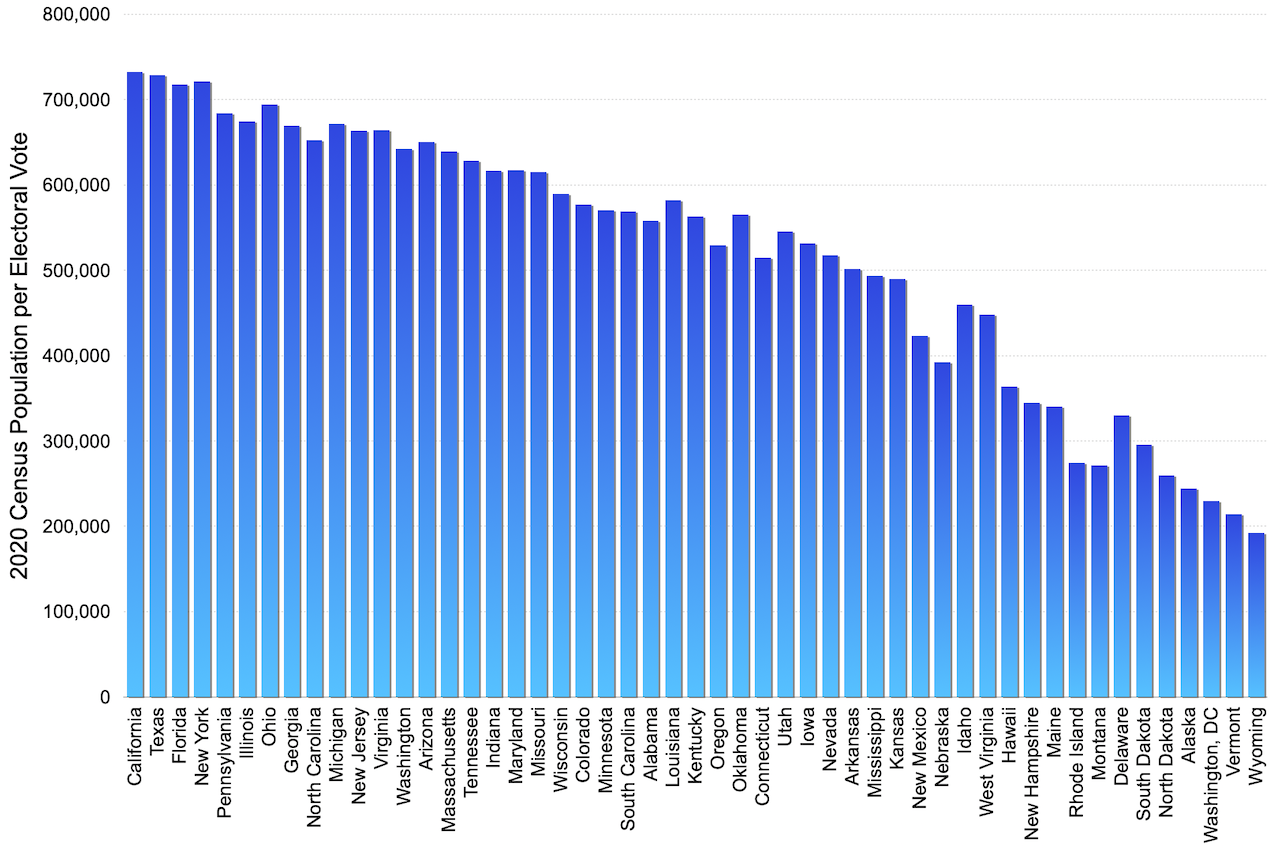
Número de habitantes por voto electoral según el censo de 2020

Existe cierto debate sobre si el Colegio Electoral favorece a los estados con mucha o poca población. Quienes sostienen que el Colegio favorece a los estados con baja población señalan que la proporción de electores por habitante de los estados poco poblados es mayor. Por ejemplo, según el censo de 2020, los votantes del estado menos poblado (Wyoming, con tres electores) tienen un poder de voto 220 % mayor que el que tendrían bajo una representación puramente proporcional, mientras que los votantes del estado más poblado, California, tienen un 16 % menos de poder. Por el contrario, el NPVIC daría el mismo valor al voto de cada votante, independientemente del estado en el que viva. Otros, sin embargo, creen que, dado que la mayoría de los estados otorgan votos electorales según un sistema mayoritario sin proporción (winner-take-all), esos estados grandes tienen un mayor potencial de cambio de electores, ya que un pequeño cambio en un estado reñido grande genera un gran cambio en el colegio. Así, ambos partidos querían ganar Pensilvania, con 20/19 votos y muy reñido, en 2016, 2020, y 2024, ya que por sí misma podía cambiar el resultado. Por tanto, los candidatos hicieron más campaña allí y eso hizo que la elección fuese aún más reñida. Igualmente, los demócratas suelen hacer campaña en Florida ya que, aunque los republicanos tienen ventaja, una victoria demócrata en Florida les daría 30 electores que allanarían el camino a la victoria.
Algunos oponentes del pacto sostienen que la no proporcionalidad (proporcionalidad progresiva de facto) del Colegio Electoral es un componente fundamental del sistema federal, establecido por la Convención Constitucional. El Compromiso de Connecticut estableció una legislatura bicameral –con representación proporcional de los estados en la Cámara de Representantes y representación igualitaria de los estados en el Senado– como un compromiso entre los estados menos poblados, temerosos de que sus intereses fueran dominados y sus voces acalladas por los estados más grandes, y los estados más grandes que veían cualquier cosa que no fuera la representación proporcional como un ataque a los principios de la representación democrática. Actualmente, la proporción entre la población del mayor y menor estado es mucho más grande (68,50 en 2020, es decir, California tiene tanta población como 68,5 Wyomings) que cuando se adoptó el Compromiso de Connecticut (7,35 en 1790), exagerando así el componente no proporcional del compomiso.

### Irrelevancia de las mayorías a nivel estatal
Tres de los gobernadores que han vetado los NPVICs de sus estados —Arnold Schwarzenegger en California, Linda Lingle en Hawái y Steve Sisolak en Nevada— se opusieron al pacto basándose en que obligaría a los electores de sus estados a votar por un candidato que no ganó en sus estados. (California y Hawái se adhirieron al pacto más tarde, y Nevada lo votará en 2026.) A esto, los partidarios del pacto responden que las mayorías en cada estado son irrelevantes en una votación nacional; y cada recuento estatal simplemente contribuye al recuento nacional, que determina al ganador. Los votos individuales se combinan para determinar directamente el resultado, independientemente de cualquier medición intermedia de mayorías a nivel estatal.

### Proliferación de candidatos
Algunos oponentes del pacto sostienen que este haría crecer el número de candidatos de terceros partidos, y de hecho, unas elecciones podrían ganarse con una pluralidad de tan sólo el 15 % de los votos. En un ejercicio de pensamiento limítrofe, si todo el mundo se presentase y votase a sí mismo excepto un candidato que obtenga 2 votos, esa persona ganaría.
Sin embargo, los precedentes de las elecciones a gobernador de un estado de EEUU y otras elecciones de sistema mayoritario no confirman esta sugerencia. Recordemos que las elecciones a gobernador en Estados Unidos se basan en el voto popular, sin colegios intermedios, tal y como lo harán las presidenciales cuando ente en vigor el NPVIC. En las 975 elecciones estatales a gobernador celebradas en Estados Unidos entre 1948 y 2011, el 90 % de los ganadores obtuvieron más del 50 % de los votos; el 99 %, más del 40 %; y todos obtuvieron más del 35 %. La ley de Duverger dicta que las elecciones por mayoría simple no suelen generar una proliferación de candidaturas menores con porcentajes significativos de votos (véase atomización política).

### Diferencias en las leyes electorales estatales
Cada estado establece sus propias reglas de voto, es decir, las fechas límite de registro para votar, leyes de identificación, horarios de apertura y cierre de las urnas, condiciones para el voto por correo y el voto temprano y la privación del derecho al voto a los delincuentes. Actualmente, los partidos en el poder tienen un incentivo para crear reglas estatales destinadas a sesgar la participación relativa de cada partido a su favor, es decir, a hacer más difícil el voto a grupos que tienden a votar contra ellos. Bajo el NPVIC, este incentivo se reduce, ya que los votos electorales no se otorgan en función de los totales de votos a nivel estatal, sino de los totales a nivel nacional, que suelen verse menos afectados por las reglas arbitrarias de un estado. De hecho, el pacto incentiva a que los estados creen reglas que faciliten el voto a todos, aumentando así su participación total y, por ende, su impacto en los totales de votos a nivel nacional y aumentando la influencia del estado.

## Constitucionalidad
Existen dudas jurídicas sobre la constitucionalidad del NPVIC. El principal problema surge por el conflicto entre la cláusula de pactos del Artículo I, Sección X, y el pleno poder de los estados bajo la cláusula electoral del Artículo II, Sección I.

### Cláusula de pactos
Un informe de 2019 del Servicio de Investigación del Congreso estudió si el NPVIC debería considerarse un pacto interestatal y, como tal, requeriría la aprobación del Congreso para entrar en vigor. La cuestión es si el NPVIC afecta al equilibrio vertical de poder entre el gobierno federal y los gobiernos estatales
y al equilibrio horizontal de poder entre los estados.
Respecto al equilibrio vertical de poder, el NPVIC elimina de facto la posibilidad de que haya elecciones contingentes para el presidente realizadas por la Cámara de Representantes de Estados Unidos, que ocurren cuando ningún candidato obtiene mayoría absoluta en el Colegio. No está claro si esto constituiría una reducción mínima del poder federal, ya que las elecciones contingentes son muy infrecuentes. La Corte Suprema también ha sentenciado que se requiere el consentimiento del Congreso para aquellos pactos interestatales que alteren el equilibrio horizontal de poder entre los estados, es decir, que aumenten el poder de unos sobre otros unilateralmente. Hay debate sobre si el NPVIC afecta el poder de los estados no participantes con respecto a las elecciones presidenciales. Unos dicen que no, ya que los votos de todos los estados cuentan lo mismo; pero otros dicen que sí, ya que da idea de la entrada en vigor cuando haya 270 votos es que los votos de los otros estados "dan igual" si los 270 adheridos votan al unísono, además de que los estados bisagra pierden poder.
Ian Drake, profesor de derecho de la Universidad Estatal de Montclair, ha argumentado que el Congreso no puede ni autorizar ni denegar el NPVIC, porque el Congreso no tiene poder para alterar el funcionamiento del Colegio Electoral según el artículo I, sección VIII. Sin embargo, un informe de la Oficina de Responsabilidad Gubernamental sugiere que esa sección no limita completamente al Congreso.
El informe de la Oficina de Investigación del Congreso (RCS, por sus siglas en inglés) concluyó que es probable que el NPVIC sufra litigios considerables y es probable que la Corte Suprema sea la que tenga que resolver mcuhas si no todas las cuestiones constitucionales. NPV Inc. ha declarado que planea buscar la aprobación del Congreso si el pacto alcanza el umbral mínimo de estados y entra (potencialmente) en vigor, resolviendo así cualquier tipo de duda sobre la constitucionalidad del pacto.

### Doctrina del poder pleno
Los defensores del pacto recuerdan que los estados tienen pleno poder para designar a sus electores de la forma que quieran, bajo la cláusula electoral del artículo II, sección I. Sin embargo, hay precedentes de restricciones a este pleno poder vía enmiendas constitucionales, siendo las restricciones apoyadas por la Corte Suprema. 
La Corte Suprema sostuvo en el caso Chiafalo v. Washington que los estados pueden obligar a sus electores a votar de acuerdo al voto popular de sus estados, so pena de sanción o reemplazo. Algunos expertos legales interpretan que esto es un precedente de que los estados también pueden optar por obligar a sus electores a votar de acuerdo al voto popular nacional, mientras que otros expertos creen que esto es una extrapolación muy precipitada. 
Debido a la falta de precedentes y jurisprudencia, el informe de la CRS concluye que la cuestión de si los estados pueden designar a sus electores en base al voto nacional es una cuestión abierta.

## Historia

### Apoyo popular a la reforma del Colegio Electoral
Las encuestas de opinión pública sugieren que la mayoría de estadounidenses apoyan un sistema basado en el voto popular para elegir al presidente. Las encuestas de Gallup muestran que ya desde 1944 la mayoría del público apoyaba el voto directo. Una encuesta de 2007 del Washington Post y la Kaiser Family Foundation mostró que el 72% de estadounidenses estaba a favor de reemplazar el Colegio Electoral por una elección directa, con un desglose del 78 % de los demócratas, el 60 % de los republicanos y el 73 % de los independientes.
Una encuesta de Gallup de noviembre de 2016 tras las elecciones presidenciales de ese año mostró que el apoyo de los estadounidenses a enmendar la Constitución de Estados Unidos para reemplazar el Colegio Electoral para instaurar un voto popular nacional cayó al 49 %, mientras que el 47 % se oponía. Esto ocurrió por la caída de apoyo republicano a la sustitución del Colegio Electoral, del 54 % en 2011 al 19 % en 2016. Gallup lo atribuyó a una respuesta partidista al resultado de 2016, donde la candidata demócrata Hillary Clinton perdió el Colegio Electoral a pesar de ganar el voto popular. En marzo de 2018, una encuesta del Pew Research Center mostró que el 55 % de los estadounidenses apoyaba reemplazar el Colegio Electoral por un voto popular nacional, mientras que el 41 % se oponía. Aun así, seguía habiendo una división partidista en ese apoyo, ya que el 75 % de los demócratas apoyaban el voto popular, mientras que solo el 32 % de los republicanos lo hacían. En septiembre del 2020, la misma empresa volvió a realizar una encuesta que mostró un aumento del apoyo a enmendar la Constitución, al 61 %, con un 38 % en contra. Estos niveles, en conjunto, son similares a los anteriores a las elecciones de 2016, pero el desglose partidista muestra un ahondamiento en la división, con un 89 % de los demócratas y el 68 % de los independientes a favor, pero solo el 23 % de los republicanos. Una encuesta del Pew Research Center de agosto de 2022 mostró un 63 % de apoyo a una votación popular nacional frente a un 35 % en contra, dividiéndose en un 80 % de los demócratas y el 42 % de los republicanos a favor del cambio.

### Propuestas de reforma constitucional
El Colegio Electoral fue establecido por el Artículo II, Sección 1 de la Constitución de los Estados Unidos, redactada en 1787.  Se han presentado en el Congreso más de 700 propuestas para reformar o eliminar el Colegio, lo que le convierte en uno de los temas de reforma constitucional más populares.  Se ha dicho que "una larga lista de líderes políticos de renombre con intereses e ideologías políticas dispares" han defendido una reforma o abolición del Colegio.  Los defensores de tales propuestas de cambio defienden que el sistema del Colegio Electoral no busca una elección democrática directa, otorga ventajas a los estados menos poblados y permite que un candidato gane la presidencia sin obtener la mayoría de los votos. Ha habido seis proyectos de reforma aprobados por una mayoría cualificada de dos tercios de una de las cámaras a lo largo de la historia del Congreso.  Sin embargo, a excepción de la 12ª enmienda de 1804, ninguna de estas propuestas ha recibido la aprobación de dos tercios de ambas cámaras del Congreso y de tres cuartas partes de los estados requeridos para enmendar la Constitución. Esta dificultad de modificar la Constitución siempre ha sido el "obstáculo estructural más importante" para la reforma. 
Se sabe que la mayoría de los estadounidenses llevan prefiriendo cambiar el sistema del colegio electoral desde los 40, cuando comenzaron las encuestas modernas sobre el tema.   Entre 1948 y 1979, el Congreso debatió en múltiples ocasiones si reformar del colegio electoral y se presentaron cientos de propuestas de reforma en la Cámara de Representantes y el Senado, aun habiendo sido la última elección de falso ganador en 1888, salvo la de 1960 que es un caso aparte. Durante este período, los Comités Judiciales del Senado y de la Cámara de Representantes albergaron debates en 17 ocasiones diferentes. Las propuestas fueron debatidas cinco veces en el Senado y dos veces en la Cámara, y aprobadas por mayorías de dos tercios dos veces en el Senado y una vez en la Cámara, pero nunca al mismo tiempo. A finales de los 60 y en los 70, más del 65 % de los votantes apoyaban una modificación de la Constitución para reemplazar el Colegio Electoral por un voto mayoritario directo,  alcanzando máximos en 1968 después de que Richard Nixon casi perdiera el voto popular aun ganando cómodamente el voto del Colegio Electoral. Una situación similar ocurrió de nuevo con la elección de Jimmy Carter en 1976, y una encuesta realizada semanas después de las elecciones dio un 73 % de apoyo a la eliminación del Colegio Electoral vía una enmienda. El propio Carter propuso una enmienda constitucional que incluía la abolición del Colegio Electoral poco después de asumir el cargo en 1977. Esa propuesta no pasó el Senado en 1979 y muchos de sus defensores fueron derrotados en las siguientes elecciones, perdiendo así tracción la idea de la reforma.

### Surgimiento del pacto

Distribución de votos electorales tras el censo de 2020

Las elecciones presidenciales estadounidenses de 2000 generaron al primer "falso ganador" desde 1888. Al Gore ganó en votos populares totales pero perdió en número de electores del Colegio Electoral frente a George W. Bush, por lo que este último acabó siendo investido. Este "error electoral" dio lugar a nuevos estudios y propuestas de académicos y activistas sobre la reforma del colegio electoral, que finalmente llevaron al Pacto Interestatal del Voto Popular Nacional.
En 2001, tres profesores de derecho publicaron dos artículos "provocadores" que ofrecían varias formas de lograr tener una elección popular nacional vía acción legislativa estatal en lugar de una enmienda constitucional, generalmente considerada más fácil de conseguir.  El primero, un artículo del profesor de derecho de la Universidad Northwestern Robert W. Bennett, sugirió que los estados podrían presionar al Congreso para aprobar una enmienda constitucional actuando juntos para vincular sus votos electorales al ganador del voto popular nacional. Bennett señaló que la 17ª enmienda no se aprobó hasta que los estados promulgaron unilateralmente sus propias reformas a nivel estatal. 
Unos meses más tarde, el catedrático de la Facultad de Derecho de Yale Akhil Amar y su hermano, el catedrático de la Facultad de Derecho de la Universidad de California Hastings Vikram escribieron un artículo en el que sugerían que los estados podrían coordinar sus esfuerzos de reforma aprobando leyes uniformes en virtud de la cláusula de los electores presidenciales y la cláusula de pactos de la Constitución. Tal legislación podría crearse de tal forma que sólo entre en vigor una vez se hayan unido suficientes estados para controlar la mayoría del Colegio Electoral (270 votos), garantizando así que el ganador del voto popular nacional también gane el Colegio Electoral sin dañar la legitimidad del pacto durante el proceso de adherencia de estados.   Se considera por tanto que Bennett y los hermanos Amar son los "padrinos intelectuales" del NPVIC.

### Organización y promoción
En 2006, basándose en el trabajo de Bennett y los hermanos Amar, John Koza, un científico informático, ex elector del Colegio y crítico con el Colegio Electoral, creó el Pacto Interestatal por el Voto Popular Nacional (NPVIC), un pacto interestatal formal que vincula y unifica las promesas vinculates de los estados que se adhieran para conseguir el voto popular nacional. El NPVIC ofrecía (y ofrece) "un marco para recabar apoyos de cada estado de uno en uno, poco a poco, así como un mecanismo legal para hacer cumplir los compromisos de los estados una vez se hubiera alcanzado el umbral de 270".  Este tipo de pactos habían existido desde mucho tiempo para regular cuestiones interestatales como derechos de agua, puertos y desechos nucleares. 
Koza, que había ganado una "fortuna sustancial" por co-inventar la tarjeta rasca y gana y había trabajado en pactos de lotería como la Lotería de los Tres Estados con un abogado electoral, Barry Fadem. Así, para promover el NPVIC, Koza, Fadem y un grupo de ex senadores y representantes demócratas y republicanos formaron una organización sin fines de lucro 501(c)(4) en California, National Popular Vote Inc. (NPV, Inc.). La organización publicó Every Vote Equal (Todos los votos [son] iguales), un detallado tomo de 600 páginas  que explica y defiende el NPVIC,, así como una página web que actualiza el estado del NPVIC, informa sobre eventos sobre el pacto, y alienta a los lectores a solicitar a sus gobernadores y diputados estatales que aprueben el NPVIC. NPV, Inc. también ordena encuestas de opinión a nivel estatal, organiza seminarios educativos para legisladores y gente influyente, y contrató a lobistas en casi todos los estados que estaban debatiendo proponer o aprobar políticas sobre el NPVIC. 
La NPVIC se anunció en una conferencia de prensa en Washington, DC, el 23 de febrero de 2006, con el respaldo de Birch Bayh, exsenador estadounidense; Chellie Pingree, presidenta de Common Cause; Rob Richie, director ejecutivo de FairVote; y John Anderson y John Buchanan, exrepresentantes federales.  NPV, Inc. anunció que planeaba presentar leyes NPVIC en los 50 estados y ya lo había hecho en Illinois.   Para muchos, a primera vista, el NPVIC parecía una forma poco plausible y ilusa de reformar el Colegio,  pero a los pocos meses del lanzamiento de la campaña, ya había varios periódicos importantes, incluidos The New York Times y Los Angeles Times, que habían publicado editoriales a favor.  Poco después de la rueda de prensa, se presentó la ley NPVIC en otros cinco congresos estatales, y se dijo que en la mayoría, con apoyo bipartidista.  Fue aprobada rápidamente en el Senado de Colorado y en ambas cámaras de la legislatura de California, aunque fracasó en ambos por falta de apoyo en la Cámara de Representantes de Colorado y por el veto del gobernador californiano Arnold Schwarzenegger. Ambos estados se acabaron adhiriendo años después. 

### Adopción
En 2007, se presentaron proyectos de ley NPVIC en 42 estados. Fue aprobada en al menos una cámara en Arkansas, California, Colorado, Illinois, Nueva Jersey, Carolina del Norte, Maryland y Hawái. Maryland se convirtió en el primer estado en adherirse al pacto cuando el gobernador Martin O'Malley lo ratificó para convertirse en ley el 10 de abril de 2007.
A fecha de 2019, ya se habían presentado leyes NPVIC en los 50 estados, al menos una vez (recordemos que un proyecto de ley no aprobado decae cuando se disuelve el congreso cada dos años). A fecha de enero de 2025, el NPVIC ha sido adoptado por 17 estados y el DC. Juntos llegan a 209 votos electorales, lo que supone 38,8 % del Colegio Electoral y 77,4 % de los 270 votos necesarios para que entre en vigor el pacto.
En Nevada, el Congreso estatal aprobó el proyecto de ley del NPVIC en 2023, en forma de reforma de la constitución estatal para immortalizar el NPVIC en su texto mayor. Si el Congreso aprueba el proyecto de reforma nuevamente en 2025, se someterá a referéndum en las elecciones de noviembre de 2026. En caso de adopción, los 6 votos electorales de Nevada engrosarán el número de votos adheridos al NPVIC.
En ciertos estados, sólo una cámara ha aprobado el NPVIC (aunque en todos ellos en legislaturas disueltas, por lo que tal aprobación ya no sirve). Estos son Arizona, Arkansas, Carolina del Norte, Michigan, Oklahoma y Virginia. También ha habido proyectos de ley para derogar el pacto (desadherirse de él) en Connecticut, Maryland, Nueva Jersey y Washington; todos han fracasado.

#### Iniciativas populares y referéndums
En Maine, hubo una iniciativa popular para unirse al NPVIC que empezó a recoger firmas el 17 de abril de 2016. No logró reunir suficientes firmas para aparecer en la papeleta electoral de ese año. En Arizona, una iniciativa similar empezó a recoger firmas el 19 de diciembre de 2016, pero no logró reunir las 150 642 firmas requeridas antes del 5 de julio de 2018. En Missouri, una iniciativa no reunió suficientes firmas antes de la fecha límite del 6 de mayo de 2018.
En Colorado, la papeleta del 3 de noviembre de 2020 incluía, entre otras cosas, la Disposición 113, que pedía salirse del NPVIC. Colorado reafirmó su compromiso con la democracia directa con un 52,3% contra 47,7% en el referéndum.

### Redistribución de votos
En abril de 2021, tras el censo de 2020, hubo una redistribución de los votos electorales asignados a cada estado, entre ellos los firmantes del NPVIC. California, Illinois y Nueva York perdieron un voto electoral cada uno, y Colorado y Oregón ganaron uno cada uno, por lo que el total de votos electorales de los estados firmantes pasó de 196 a 195. Se teme que esto pueda pasar una vez el pacto haya entrado en vigor y haga que el número baje de 270, desactivando así el NPVIC.

### Intento de boicot de Dakota del Norte
El 17 de febrero de 2021, el Senado de Dakota del Norte aprobó el proyecto de ley SB 2271 (pero no la Cámara de Representantes),. que pedía "enmendar y promulgar nuevamente las secciones (...) relacionadas con los procedimientos de escrutinio y recuento de votos para los electores presidenciales" Esto era un intento deliberado pero indirecto de obstaculizar el NPVIC, ya que buscaba prohibir la divulgación del recuento de voto popular del estado hasta después de que se reúna el Colegio Electoral. Más tarde, el proyecto de ley fue reescrito en su totalidad, dejándolo en una mera declaración de intenciones y ordenando un estudio de futuras recomendaciones; esta fue la versión que se convirtió en ley.

## Proyectos de ley y referéndums

### Proyectos de ley actuales
La siguiente tabla enumera todos los proyectos de ley estatales para unirse al NPVIC que han sido presentados en la legislatura vigente o más reciente de un estado. Incluye todos los proyectos de ley que ya han sido aprobados, que siguen su curso parlamentario, o que han fracasado. Para que un proyecto de ley se convierta en ley, ambas cámaras tienen que aprobarlo por mayoría simple. Después, el gobernador puede ratificar la ley o dejarla correr, en cuyo caso también se convierte en ley. Si no, el governador también tiene la opción de vetarlo, aunque la cámara puede saltarse el veto por mayoría cualificada.
| Estado           | Votos electorales | Sesión  | Proyecto de ley | Última acción         | Cámara baja     | Cámara alta   | Ejecutivo | Estado        | Ref.    |
| ---------------- | ----------------- | ------- | --------------- | --------------------- | --------------- | ------------- | --------- | ------------- | ------- |
| Arizona          | 11                | 2025    | HB 2806         | 10 de febrero de 2025 | Presentada      |               |           | En proceso... | [ 119 ] |
| Arizona          | 11                | 2025    | SB 1338         | 3 de febrero de 2025  |                 | En comité     |           | En proceso... | [ 120 ] |
| Carolina del Sur | 9                 | 2025-26 | H 3870          | 30 de enero de 2025   | En comité       |               |           | En proceso... | [ 121 ] |
| Florida          | 30                | 2025    | HB 33           | 6 de enero de 2025    | En comité       |               |           | En proceso... | [ 122 ] |
| Florida          | 30                | 2025    | SB 208          | 29 de enero de 2025   |                 | En comité     |           | En proceso... | [ 123 ] |
| Kansas           | 6                 | 2025    | HB 2257         | 4 de febrero 2025     | En comité       |               |           | En proceso... | [ 124 ] |
| Misisipi         | 6                 | 2025-26 | HB 1009         | 4 de febrero de 2025  | Murió en comité |               |           | Fallido       | [ 125 ] |
| Nevada           | 6                 | 2023    | AJR6            | 4 de febrero de 2025  | Aprobada 27–14  | Aprobada 12–9 |           | En proceso... | [ 127 ] |
| Nevada           | 6                 | 2025    | AJR6            | 4 de febrero de 2025  | En comité       |               |           | En proceso... | [ 128 ] |
| Texas            | 40                | 2025-26 | HB 1935         | 17 de enero de 2025   | Presentado      |               |           | En proceso... | [ 129 ] |
| Texas            | 40                | 2025-26 | HB 2720         | 12 de febrero de 2025 | Presentado      |               |           | En proceso... | [ 130 ] |
| Texas            | 40                | 2025-26 | SB 894          | 13 de febrero de 2025 |                 | En comité     |           | En proceso... | [ 131 ] |
| Virginia         | 13                | 2024–25 | HB 375          | 9 de febrero de 2024  | Aplazada a 2025 |               |           | En proceso... | [ 132 ] |

### Referéndums
| Estado   | Votos electorales | Año  | A favor | En contra | Ref.    |
| -------- | ----------------- | ---- | ------- | --------- | ------- |
| Colorado | 9                 | 2020 | 52,33%  | 47,67%    | [ 114 ] |